# جاسم الهويدي
جاسم الهويدي العنزي  (28 أكتوبر 1972 -)، لاعب كرة قدم كويتي سابق، يلعب كرأس حربة.

## مسيرته الرياضية
بدأ جاسم الهويدي مسيرته في الرياضة كلاعب جودو في نادي السالمية في عام 1983، واستمر يمارس هذه اللعبة حتى عام 1986، ونال الحزام البني وحصل على الميدالية البرونزية في بطولة العرب 1985، وفي عام 1986 اكتشف المدرب المصري مجدي سالم موهبته، فضمه إلى فريق ناشئي نادي السالمية لكرة القدم، ولعب في البداية كحارس مرمى نظرا لطوله الفارع (191 سم)، ولعب مباراتين كحارس مرمى، وبعدها ترك حراسة المرمى ليتوجه لدك مرمى الخصوم.
و قد سجل ثلاثة أهداف في نهائي كأس الأمير 1992/1993، وهو أول لاعب يسجل ثلاثة أهداف في النهائي منذ لاعب نادي العربي الكويتي عبد الرحمن الدولة، وقد كان هداف تلك البطولة برصيد 5 أهداف، وقد سجل هدف في نهائي كأس الأمير 2000/2001 وقد كان هداف تلك البطولة برصيد هدفين، وقد كان هداف كأس الأمير 2002/2003 برصيد 7 أهداف.
و لعب جاسم الهويدي لنادي الهلال السعودي ونادي الريان القطري ونادي الشباب الإماراتي كمحترف.
و في نوفمبر 1998 أختير أفضل لاعب في آسيا، وفي عام 1998 أصبح أول هدافي العالم بعد تسجيله 20 هدف، وقد استلم الجائزة في 12 يناير 1999، وفي 1 فبراير 1999 حصل على جائزة الكرة الذهبية كأفضل لاعب عربي في عام 1998، وفي عام 1998 ساعد منتخب الكويت لكرة القدم على الفوز بكأس الخليج 1998، وأحرز جاسم الهويدي لقب الهداف برصيد 9 أهداف، وهو ثاني أعلى رقم يصل إليه لاعب في تاريخ البطولة بعد العراقي حسين سعيد.

## كأس الخليج

### كأس الخليج 1992
و قد سجل هدف في مرمى منتخب عمان لكرة القدم.

### كأس الخليج 1998
و قد سجل خمسة أهداف في مرمى منتخب قطر لكرة القدم، وقد سجل هدفين في مرمى منتخب عمان لكرة القدم، وقد سجل هدفين في مرمى منتخب الإمارات لكرة القدم.

### كأس الخليج 2002
و قد سجل هدف في مرمى منتخب السعودية لكرة القدم، وقد سجل هدف واحد في مرمى منتخب عمان لكرة القدم، وقد سجل هدفين في مرمى منتخب الإمارات لكرة القدم.

## اعتزاله
وافق منتخب إيران لكرة القدم على لعب مباراة مع منتخب الكويت لكرة القدم في 14 نوفمبر 2008 في إطار اعتزال جاسم الهويدي ، وقد وجه الهويدي الدعوة إلى يوسف الثنيان وسامي الجابر ونواف التمياط للمشاركة في مباراة اعتزاله ، وسيكون الاعتزال تحت رعاية رئيس مجلس الوزراء الشيخ ناصر المحمد الأحمد الصباح، وقال بأن جزء من دخل المباراة سيخصص لدار رعاية الأيتام.

## روابط خارجية
- جاسم الهويدي على موقع الاتحاد الدولي (مؤرشف)  (الإنجليزية)
- جاسم الهويدي على موقع ناشيونال فوتبول تيمز (الإنجليزية)
- جاسم الهويدي على موقع أوليمبيديا (الإنجليزية)